# ماريانو دي فايو
ماريانو دي فايو (بالإيطالية: Mariano Di Vaio)‏ (ولد في 9 مايو 1989) مدون، مصمم أزياء و ممثل إيطالي وأحد الوجوه الإعلانية للعديد من العلامات التجارية العالمية مثل بوس، برونيلو كوتشينلي، أوميغا و أساور كروشياني.